# هورنی روژینکا
هورنی روژینکا (به چکی: Horní Rožínka) یک منطقهٔ مسکونی در جمهوری چک است که در ناحیه ژدار ناد سازاووو واقع شده‌است. هورنی روژینکا ۲٫۰۲ کیلومتر مربع مساحت و ۸۴ نفر جمعیت دارد و ۵۲۸ متر بالاتر از سطح دریا واقع شده‌است.